# Turnera
Turnera (lat. Turnera) je rod grmlja iz porodice Passifloraceae raširen po Srednjoj i Južnoj Americi i nekim dijelovima Afrike. Ime je dobio po
Williamu Turneru  (1508. – 1568.). Nekad je bio u porodici Turneraceae.
Tipična vrsta ovog roda je Turnera ulmifolia L. a priznato je 148

## Vrste
1. Turnera acaulis Griseb.
2. Turnera acuta Willd. ex Schult.
3. Turnera albicans Urb.
4. Turnera amapaensis R.S.Cowan
5. Turnera amazonica Arbo
6. Turnera angelicae Arbo
7. Turnera annectens Arbo
8. Turnera annularis Urb.
9. Turnera arcuata Urb.
10. Turnera arenaria (Spruce ex Urb.) Arbo
11. Turnera argentea Arbo
12. Turnera aromatica Arbo
13. Turnera asymmetrica Arbo
14. Turnera aurantiaca Benth.
15. Turnera aurelioi Arbo
16. Turnera bahiensis Urb.
17. Turnera benthamiana M.R.Schomb.
18. Turnera blanchetiana Urb.
19. Turnera brasiliensis Willd. ex Schult.
20. Turnera breviflora Moura
21. Turnera caatingana Arbo
22. Turnera callosa Urb.
23. Turnera calyptrocarpa Urb.
24. Turnera campaniflora Arbo, Shore & S.C.H.Barrett
25. Turnera candida Arbo
26. Turnera capitata Cambess.
27. Turnera castilloi Arbo
28. Turnera cearensis Urb.
29. Turnera chamaedrifolia Cambess.
30. Turnera chrysocephala Urb.
31. Turnera cicatricosa Arbo
32. Turnera cipoensis Arbo
33. Turnera clauseniana Urb.
34. Turnera coccinea Arbo
35. Turnera coerulea DC.
36. Turnera collotricha Arbo
37. Turnera concinna Arbo
38. Turnera coriacea Urb.
39. Turnera crulsii Urb.
40. Turnera cuneiformis Juss. ex Poir.
41. Turnera curassavica Urb.
42. Turnera dasystyla Urb.
43. Turnera dasytricha Pilg.
44. Turnera diamantinae Arbo
45. Turnera dichotoma Gardner ex Hook.
46. Turnera diffusa Willd. ex Schult.
47. Turnera discolor Urb.
48. Turnera discors Arbo
49. Turnera dolichostigma Urb.
50. Turnera elliptica Urb.
51. Turnera emendata Arbo
52. Turnera fernandezii Arbo
53. Turnera fissifolia Arbo
54. Turnera foliosa Urb.
55. Turnera gardneriana Arbo
56. Turnera genistoides Cambess.
57. Turnera glabrata Arbo
58. Turnera glaziovii Urb.
59. Turnera gouveiana Arbo
60. Turnera grandidentata (Urb.) Arbo
61. Turnera grandiflora (Urb.) Arbo
62. Turnera guianensis Aubl.
63. Turnera harleyi Arbo
64. Turnera hassleriana Urb.
65. Turnera hatschbachii Arbo
66. Turnera hebepetala Urb.
67. Turnera hermannioides Cambess.
68. Turnera hilaireana Urb.
69. Turnera hindsiana Benth.
70. Turnera huberi Arbo
71. Turnera humilis Arbo
72. Turnera ignota Arbo
73. Turnera incana Cambess.
74. Turnera involucrata Arbo
75. Turnera iterata Arbo
76. Turnera jobertii Arbo
77. Turnera joelii Arbo
78. Turnera krapovickasii Arbo
79. Turnera kuhlmanniana Arbo
80. Turnera laciniata Arbo
81. Turnera lamiifolia Cambess.
82. Turnera lanceolata Cambess.
83. Turnera leptosperma Urb.
84. Turnera lineata Urb.
85. Turnera longiflora Cambess.
86. Turnera longipes Triana ex Urb.
87. Turnera lucida Urb.
88. Turnera luetzelburgii Sleumer
89. Turnera macrophylla Urb.
90. Turnera maigualidensis J.R.Grande & Arbo
91. Turnera maracasana Arbo
92. Turnera marmorata Urb.
93. Turnera melanorhiza Urb.
94. Turnera melochia Triana & Planch.
95. Turnera melochioides Cambess.
96. Turnera nervosa Urb.
97. Turnera oblongifolia Cambess.
98. Turnera oculata Story
99. Turnera odorata Rich.
100. Turnera opifera Mart.
101. Turnera orientalis (Urb.) Arbo
102. Turnera panamensis Urb.
103. Turnera paradoxa Arbo
104. Turnera paruana Arbo
105. Turnera patens Arbo
106. Turnera pernambucensis Urb.
107. Turnera pinifolia Cambess.
108. Turnera pohliana Urb.
109. Turnera prancei Arbo
110. Turnera princeps Arbo
111. Turnera pumilea L.
112. Turnera purpurascens Arbo
113. Turnera reginae Arbo
114. Turnera revoluta Urb.
115. Turnera riedeliana Urb.
116. Turnera rosulata Arbo
117. Turnera rubrobracteata Arbo
118. Turnera rupestris Aubl.
119. Turnera sancta Arbo
120. Turnera scabra Millsp.
121. Turnera schomburgkiana Urb.
122. Turnera serrata Vell.
123. Turnera sidoides L.
124. Turnera simulans Arbo
125. Turnera spicata L.Rocha & Arbo
126. Turnera stachydifolia Urb. & Rolfe
127. Turnera stenophylla Urb.
128. Turnera steyermarkii Arbo
129. Turnera stipularis Urb.
130. Turnera subnuda Urb.
131. Turnera subulata Sm.
132. Turnera tapajoensis Moura
133. Turnera tenuicaulis Urb.
134. Turnera thomasii (Urb.) Story
135. Turnera triglandulosa Millsp.
136. Turnera trigona Urb.
137. Turnera uleana Urb.
138. Turnera ulmifolia L.
139. Turnera urbanii Arbo
140. Turnera vallisii Arbo
141. Turnera velutina C.Presl
142. Turnera venezuelana Arbo
143. Turnera venosa Urb.
144. Turnera vicaria Arbo
145. Turnera violacea Brandegee
146. Turnera waltherioides Urb.
147. Turnera weddelliana Urb. & Rolfe
148. Turnera zeasperma C.D.Adams & V.Bean